# Selbstevaluation in Schulen
Selbstevaluation in Schulen (SEIS) ist ein computergestütztes Selbstevaluationsinstrument für Schulen.

## Organisation
SEIS wird von den Ländern Niedersachsen, Nordrhein-Westfalen und Sachsen-Anhalt sowie der Zentralstelle für das Auslandsschulwesen (ZfA) betrieben. 
Die o. g. Länder und die ZfA stellen den Betrieb und den Support von SEIS zur Verfügung. 
Mit Ablauf des Jahres 2015 wird seis durch die o. a. Beteiligten nicht mehr angeboten. Befragungen mit dem seis-Instrument sind daher ab 2016 nicht mehr möglich.

## Instrument
Das Instrument wurde im Internationalen Netzwerk Innovativer Schulsysteme (INIS) von 40 Schulen in 7 Staaten und 5 Bundesländern mit der Unterstützung von Experten aus Wissenschaft und Praxis und mit Hilfe einer Unternehmensberatung entwickelt. Mit SEIS werden alle Gruppen befragt, die am Schulleben beteiligt sind: Schülerschaft, Lehrkräfte, Schulleitung, nicht-pädagogische Mitarbeiter, Eltern, sowie Ausbilder. Die unterschiedlichen Gruppen antworten auf gleiche oder sehr ähnliche Fragen. Die Fragebögen sind so aufgebaut, dass jedes der 29 von SEIS definierten Qualitätskriterien (z. B. ‚Lern- und Methodenkompetenz‘) in fünf bis zehn Items umgesetzt wird, die je nach Befragungsgruppe unterschiedlich ausgestaltet sind (z. B. an die Lehrenden gerichtet: „In meinem Unterricht haben meine Schülerinnen und Schüler gelernt, als Teil eines Teams oder in kleinen Gruppen zu lernen.“). Dadurch wird derselbe Ausschnitt schulischer Qualität jeweils aus der Sicht jeder dieser Befragtengruppen bewertet. 
Eine Befragung kann  am PC und mit Hilfe von Papierfragebögen durchgeführt werden. Die Daten werden automatisch ausgewertet und der Schule anschließend in einem  Bericht zur Verfügung gestellt. Der Bericht ist mit Interpretationshilfen versehen. Für die Befragtengruppen Schüler, Lehrer, Eltern, Ausbilder und Mitarbeiter sind jeweils eigene Fragebögen vorbereitet. Die Fragebögen sind in verschiedene Sprachen übersetzt. Die Befragungsergebnisse sind Eigentum der Schule.